# Nationaal park Bromo Tengger Semeru
Nationaal park Bromo Tengger Semeru is een park in Indonesië. Het ligt ten oosten van de plaats Malang op de grens van de regentschappen  Malang en Lumajang en in het noorden Pasuruan, Probolinggo in de provincie Oost-Java op het eiland Java. In het park ligt een uitgesterkt bergmassief genaamd het Tenggermassief. Dit gebied is een actief vulkanisch complex omgeven door een zandvlakte (de Zandzee). Het massief bevat de hoogste berg van Java, de Semeru (3.676 m), vier meren en vijftig rivieren. Het park is vernoemd naar het Tengger-koninkrijk.
De Zandzee (zandvlaktes) van het Tenggermassief zijn sinds 1919 beschermd. Het Bromo Tengger Semerugebied is in 1982, officieel tot een nationaal park verklaard.
De bevolking van het Tenggermassief, de Tenggerezen, zijn een sub-etnische groep Javanen van Oost-Java en voor 95% Shaivistisch (hindoeïsme) Buiten het geïsoleerde Tengger-gebergte en het Nationaal park Bromo Tengger Semeru zijn er verspreide Tenggerese gemeenschappen in de regentschappen Pasuruan, Probolinggo, Malang en Lumajang.

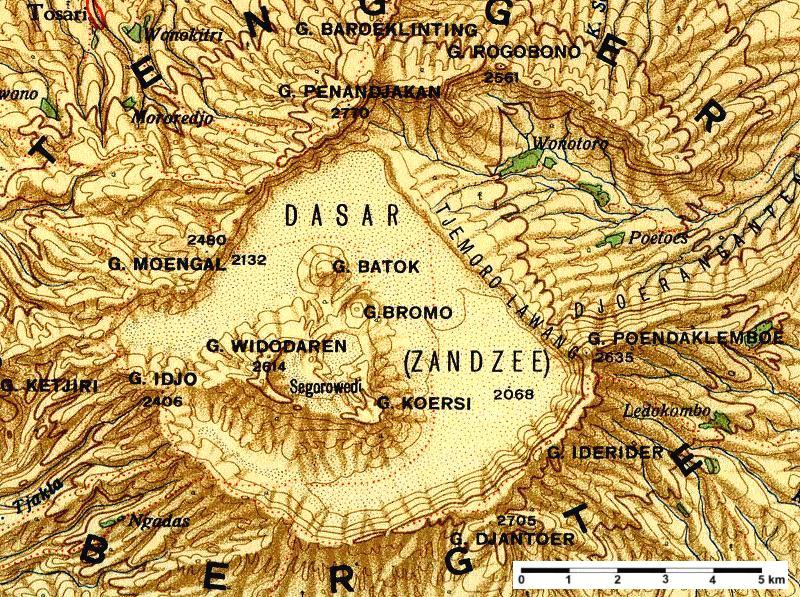
Tenggergebergte, Batok, Bromo, Widodaren (1924), Topografische Dienst van Nederlands-Indië
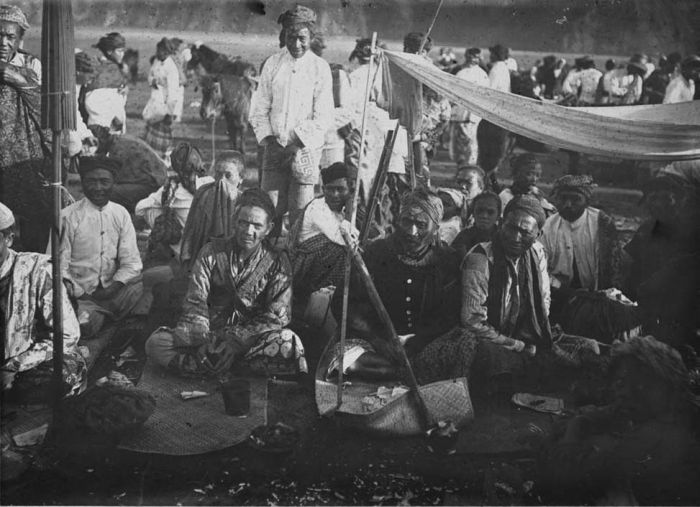
Viering van het Bromofeest in de Zandzee op de voorgrond Zodiakbekers voor plengoffers (ca. 1915), Wereldmuseum Amsterdam